# Littlest Things
„Littlest Things” este un cântec pop compus de cântăreața britanică Lily Allen și de producătorul Mark Ronson. Acesta a fost lansat ca al treilea disc single de pe albumul de debut al lui Allen, Alright, Still.

## Informații
Mark Ronson, producătorul cântecului, a declarat: „Am petrecut o zi împreună în studio și am lucrat la câteva lucruri, și am mers la magazine de discuri, unde i-am redat mostre. Apoi am realizat partea cu pianul și chitara pentru «Littlest Things», iar ea s-a așezat și a început să compună timp de vreo oră, după care a terminat versurile. Am mers în cabină pentru a înregistra cântecul. Ea a vrut la început [...] să redea rap versurile și să cânte doar refrenul. Dar eu am rugat-o să cânte tot și ea apoi a realizat toată melodia imediat, cântând acest solo uimitor.”
„Littlest Things” conține mostre din „Theme From Emmanuelle” și „Emmanuelle In The Mirror”, scrise de Pierre Bachelet și Herve Roy. Discul single a fost lansat doar în Regatul Unit.

## Videoclip

Lily Allen în videoclipul oficial pentru „Littlest Things”.

Videoclipul începe cu un cadru de sus al unui pian. Camera se mișcă apoi către un platou de filmări, unde Allen stă rezemată de un felinar de stradă, întruchipată în alb și negru. Începe să cânte, „uitându-se” cum fostul ei iubit o ducea în apartamentul său, privind la fereastra unde silueta lui o sărută pe a ei. Scena se schimbă la o altă memorie a lui Allen, unde dansează cu el; rămân înțepeniți, dar ea continuă să cânte. Camera se îndepărtează pentru a dezvălui o fereastră în formă de inimă ce îi înconjoară și care se deschide, devenind o fotografie pe peretele din camera lui Allen. Ea continuă interpretarea cântecului, în timp ce se uită în oglindă. Din nou, camera centrază pe altă fereastră, unde ea stă iar rezemată de felinar în mijlocul străzii, privind toate secvențele precedente. Blocul de la început, unde Allen a fost dusă de iubitul ei, se „prăbușește”, lăsând-o singură, cântând pe un fundal negru, iar apoi din nou în camera unde ea împărtășește alt sărut cu acesta. Camera se îndepărtează, arătând platoul de filmare, la fel ca la început.

## Formate
CD single
1. „Littlest Things”
2. „U Killed It”

Disc de vinil 7"
1. „Littlest Things”
2. „Everybody's Changing” (interpretarea live a cântecului original al formației Keane la Radio 2)

Download digital
1. „Littlest Things”
2. „Littlest Things” (instrumental)
3. „Littlest Things” (interpretarea live de la Bush Hall)
4. „U Killed It”

## Clasamente
În UK Singles Chart, cântecul a debutat pe poziția 53, urcând săptămâna următoare pe locul 21, de unde a început să coboare din clasament.
| Clasament (2006)    | Poziția maximă |
| ------------------- | -------------- |
| Belgium Ultratip    | 13             |
| Irish Singles Chart | 32             |
| European Hot 100    | 71             |
| UK Singles Chart    | 21             |